# El Mezquite, Tierra Blanca
El Mezquite är en ort i Mexiko.   Den ligger i kommunen Tierra Blanca och delstaten Guanajuato, i den centrala delen av landet, 210 km nordväst om huvudstaden Mexico City. El Mezquite ligger 1 730 meter över havet och antalet invånare är 143.
Terrängen runt El Mezquite är huvudsakligen kuperad. El Mezquite ligger nere i en dal. Runt El Mezquite är det ganska glesbefolkat, med 25 invånare per kvadratkilometer. Närmaste större samhälle är Victoria, 15,2 km nordväst om El Mezquite. Omgivningarna runt El Mezquite är i huvudsak ett öppet busklandskap.